# NGC 1272
NGC 1272 (również PGC 12384 lub UGC 2662) – galaktyka eliptyczna (E), znajdująca się w gwiazdozbiorze Perseusza. Odkrył ją 14 lutego 1863 roku Heinrich Louis d’Arrest. Galaktyka ta należy do Gromady w Perseuszu.